# Abdul Rahman Mohammed
Abdul Rahman Bressam Mohammed (ar. عبد الرحمن بريسم محمد; ur. 1 lipca 1959) – iracki zapaśnik walczący w obu stylach. Dwukrotny olimpijczyk. Zajął jedenaste miejsce w Moskwie 1980; dwunaste i czternaste w Los Angeles 1984. Walczył w wadze średniej i półciężkiej.
Brązowy medalista igrzysk azjatyckich w 1978. Wicemistrz Azji w 1989. Mistrz arabski w 1983. Wojskowy wicemistrz świata w 1979 roku.

## Letnie Igrzyska Olimpijskie 1980
| Konkurencja      | Rundy eliminacyjne    | Rundy eliminacyjne            | Klas. końcowa |
| Konkurencja      | Przeciwnik I          | Przeciwnik II                 | Miejsce       |
| ---------------- | --------------------- | ----------------------------- | ------------- |
| 82 kg styl wolny | Abdula Memedi (YUG) P | Magomiedchan Aracyłow (URS) P | 11.           |

## Letnie Igrzyska Olimpijskie 1984
| Konkurencja          | Rundy eliminacyjne      | Rundy eliminacyjne      | Klas. końcowa |
| Konkurencja          | Przeciwnik I            | Przeciwnik II           | Miejsce       |
| -------------------- | ----------------------- | ----------------------- | ------------- |
| 90 kg styl klasyczny | Frank Andersson (SWE) P | Jeorjos Pozidis (GRE) P | 12.           |

| Konkurencja      | Rundy eliminacyjne  | Rundy eliminacyjne | Klas. końcowa |
| Konkurencja      | Przeciwnik I        | Przeciwnik II      | Miejsce       |
| ---------------- | ------------------- | ------------------ | ------------- |
| 90 kg styl wolny | Jai Prakash (IND) P | Akira Ōta (JPN) P  | 14.           |